# Simon Langham
Simon Langham, O.S.B. (ca. 1315 – 22 de julho de 1376) foi um clérigo inglês do século XIV, Lord Chanceler, Arcebispo da Cantuária e Cardeal da Igreja Católica.

## Biografia
Simon nasceu em Langham, Rutland, Inglaterra, de uma família pobre. Filho de Thomas Langham, que provavelmente era um nativo da vila de Langham. Ele era chamado de Cardeal de Canterbury.

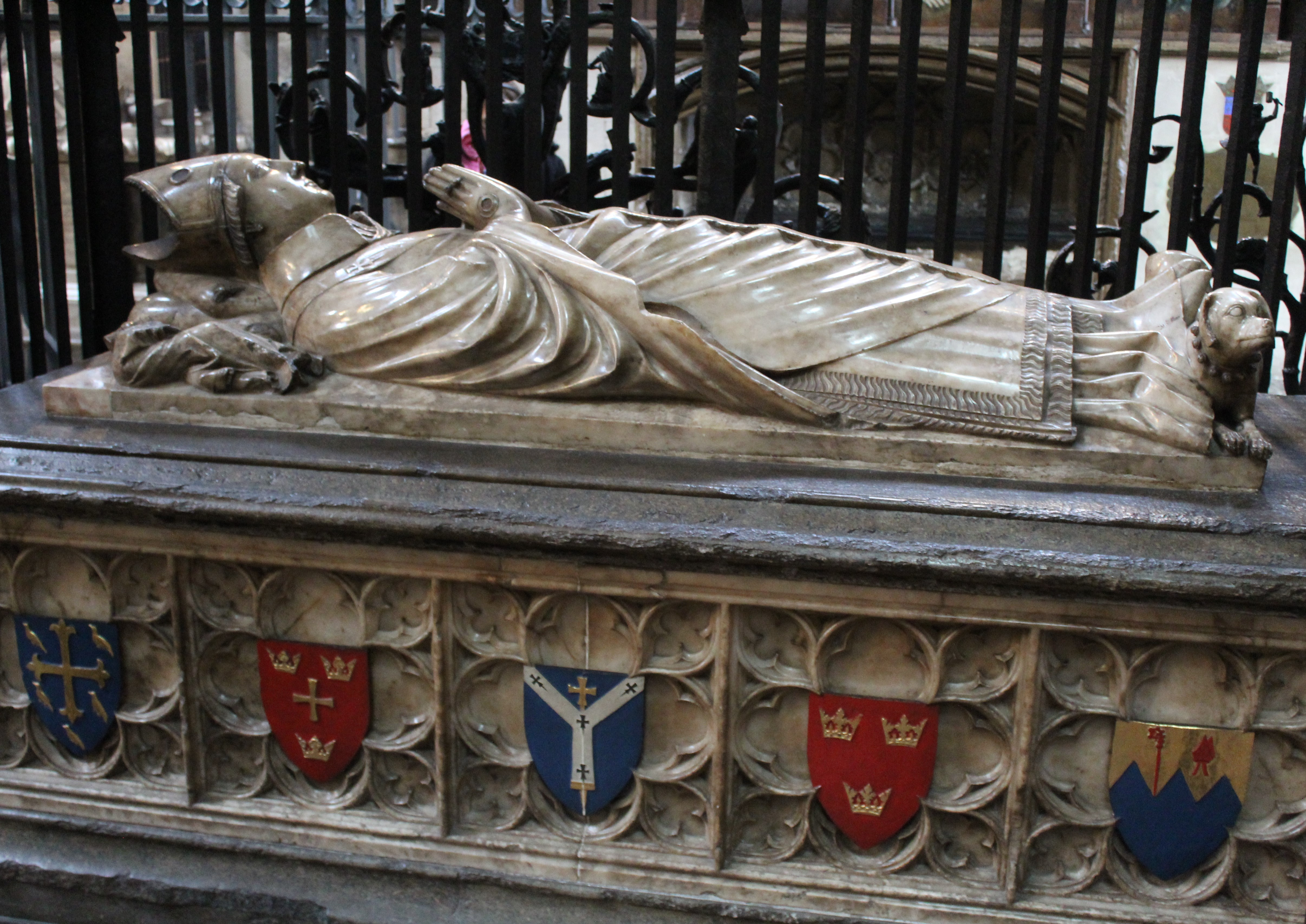
Túmulo do Cardeal Langham na Abadia de Westminster

Entrou para a Ordem de São Bento por volta de 1335, talvez em St. Peter's, Westminster. Estudou na Universidade de Oxford no final da década de 1340, mas não se formou; provavelmente teve que deixar a universidade por causa da peste. Nomeado prior da abadia de Westminster, Londres, em 10 de abril de 1349; eleito seu abade no dia 27 de maio seguinte. Ele representou seu monastério no capítulo trienal da ordem. Completou os claustros da abadia. Tesoureiro do Rei Eduardo III da Inglaterra em 21 de novembro de 1360; renunciou ao cargo antes de 20 de fevereiro de 1363.
Eleito bispo de Londres no final de 1360, recusou a promoção. Eleito bispo de Ely em 1361; confirmado pelo Papa Inocêncio VI em 10 de janeiro de 1362. Consagrado no dia 20 de março seguinte, na Catedral de São Paulo, por William Edendon, Bispo de Winchester, assistido por Robert Wyvill, Bispo de Salisbury, e Adam Houghton, Bispo de Saint David’s. Lorde Chanceler da Inglaterra, em 19 de fevereiro de 1363; ele quebrou o costume ao ser o primeiro chanceler a falar em inglês; ele renunciou à chancelaria em sua promoção à sé de Canterbury em 1366. Além disso, introduziu escolas técnicas na Inglaterra. Promovido à sé metropolitana e primacial de Canterbury, em 24 de julho de 1366; recebeu o pálio em 4 de novembro de 1366. O arcebispo Simon condenou veementemente e tentou impedir o abuso da pluralidade de meios de subsistência entre o clero.
Criado cardeal-presbítero de S. Sisto no consistório de 22 de setembro de 1368; por não ter pedido a permissão real, Eduardo III declarou que, por sua aceitação, o arcebispo havia perdido a sé de Canterbury; o rei confiscou suas receitas; e o arcebispo resolveu o problema pacificamente renunciando à sé em 27 de novembro; com dificuldade obteve a permissão do monarca para ir à cúria papal em Avinhão, onde chegou em 24 de maio de 1369; entre os que o acompanharam, provavelmente, estava um beneditino, Adam Easton, futuro cardeal.
Nomeado legado na França, Inglaterra e Países Baixos em 1370, junto com o cardeal Jean de Dormans. Participou do conclave de 1370, que elegeu o Papa Gregório XI. Promovido a ordem dos bispos e a sé suburbicária de Palestrina em agosto de 1373. Em 1374, o capítulo da catedral metropolitana de Canterbury o elegeu novamente para sua sé, mas o papa se recusou a confirmar a eleição; o pontífice disse que não poderia dispensar o cardeal de seus deveres em Avinhão. Ele se correspondeu com Catarina de Siena, futura santa. O rei Eduardo III eventualmente se reconciliou com o cardeal pessoalmente, mas não lhe restaurou a sé primacial. Ele recebeu várias preferências, como as arquidiaconias de Wells e de Taunton; também foi nomeado reitor da Catedral de Iorque. O cardeal ansiava por voltar para casa para continuar seu trabalho de construção na Abadia de Westminster. Finalmente, o Papa Gregório XI lhe deu permissão para deixar a corte papal, mas, na véspera de sua partida, o cardeal Langham morreu de um derrame paralítico.

Faleceu em Avinhão e enterrado no mosteiro cartuxo de Bon Pass, perto de Avinhão. Três anos depois, seus restos mortais foram transferidos para a Inglaterra e enterrados na capela de São Bento na abadia de Westminster. Ele deixou até £ 200.000 para a abadia; com essa doação, foi possível completar a nave, a casa do abade e parte dos claustros. O cardeal Langham é lembrado como o segundo fundador da abadia de Westminster, onde seu túmulo permanece, o mais antigo e notável de todos os seus monumentos eclesiásticos. Seu pai também está sepultado na abadia.

## Ligações Externas
- «Simon Langham» (em inglês). Catholic Encyclopedia
- «Simon Langham» (em inglês). Cyclopædia of Biblical, Theological, and Ecclesiastical Literature
- «Simon Langham» (em inglês). Encyclopedia
- «Langham, Simon (d. 1376)» (em inglês). Oxford Dictionary of National Biography